# XXVIII. Arsak pártus király
XXVIII. Arsak vagy IV. Vologaészész (115 k. – 192) pártus király 148-tól.

## Élete
Uralmának elején sikerül visszaállítania a Pártus Birodalom egységét. Amikor azonban 161-ben lerohanta Kappadókiát és Szíriát, a rómaiak hatalmas hadjáratot indítottak ellene (162–165). Dúra-Europoszt és Szeleukeiát elpusztították, a babiloniak Ktésziphón pártus királyi palotáját pedig felgyújtották. A rómaiak Médiába is benyomultak. A babilóniai és armeniai csatározások nyomán tovább csökkent a pártus befolyás, aminek eredményeként a békeszerződésben Észak-Mezopotámiát Rómához csatolták. Vologaészészt fia, V. Vologaészész követte a trónon.